# Myobatrachus gouldii
A Myobatrachus gouldii a kétéltűek (Amphibia) osztályának békák (Anura) rendjébe, a Myobatrachidae családba, azon belül a Myobatrachus nembe tartozó faj. A Myobatrachus nem monotipikus faja.

## Előfordulása
Ausztrália endemikus faja. Nyugat-Ausztrália állam délnyugati és száraz központi övezeteiben honos. Elterjedési területének mérete megközelítőleg 111 800 km².

## Nevének eredete
Nevét John Gould (1804–1881) brit ornitológus és természettudós tiszteletére kapta.

## Megjelenése

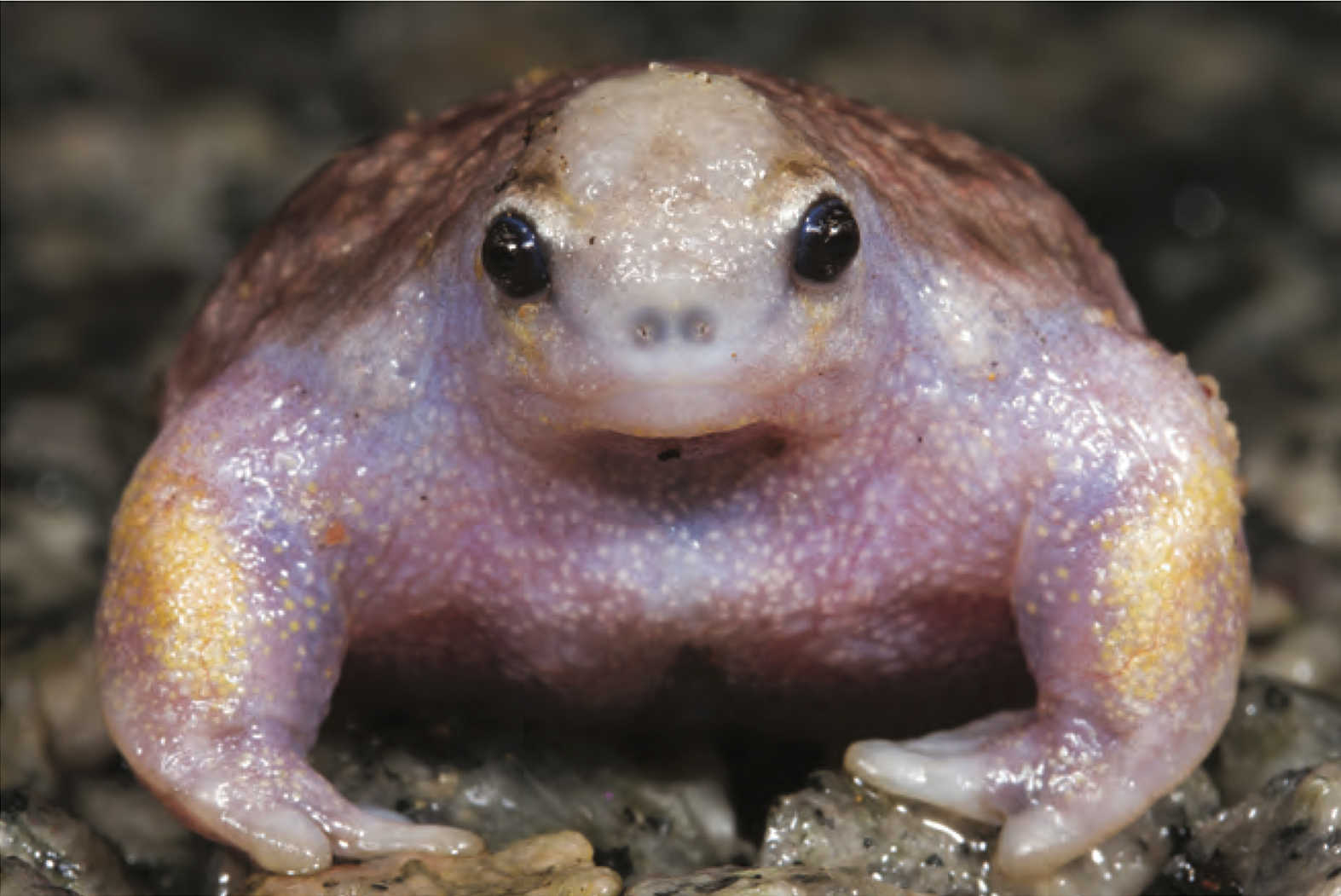
A Myobatrachus gouldii a Kalbarri Nemzeti Parkban

Közepes méretű, akár az 5 cm testhosszúságot is elérő békafaj. Háta szürkésbarna, sárgásbarna vagy rózsaszínű, néha sötétebb foltokkal. Háta enyhén púpos. Feje nagyon széles és lapos testéhez képest apró méretű. Szemei nagyon kicsik és majdnem feketék. Hasa fehér, néha apró sötét foltokkal. Karjai és lábai nagyon rövidek és testéből oldalirányban nyúlnak ki. Ujjai között nincs úszóhártya, ujjai végén nincsenek korongok. Ezek a fizikai jellemzők azért fejlődtek ki, hogy ez a faj fejjel előre áshasson a homokban, ami nagyon ritka az ausztrál ásóbékák között, mivel a legtöbbjük hátrafelé ás, így a lábuk kerül először a felszín alá.

## Életmódja
Tavasztól nyárig, eső után szaporodik. Perth térségében a hímek nyáron, eső után hívják énekükkel a nőstényeket. A szárazföld belsejében júliusban is hallották éneküket, ami a szaporodás időzítésének regionális eltéréseire utal. A párválasztás után a békapár visszavonul az ásott üreg aljára, ahol a párzásra néhány hónappal később kerül sor. A nőstény az akár 40 darab nagy méretű petét 1–1,5 m mélyre ásott homokos üregben, egyetlen fészekaljban helyezi el. Nincs igazi ebihal stádium; a fejlődés teljes egészében a petében megy végbe, mielőtt a kis békák kikelnek, ez a folyamat körülbelül két hónapig tart.

## Természetvédelmi helyzete
A vörös lista a nem fenyegetett fajok között tartja nyilván. Populációja stabil, több védett területen is előfordul.